# Magdalena Okraska
Magdalena Barbara Okraska z domu Komuda (ur. 16 stycznia 1981) – polska etnografka, działaczka społeczna, tłumaczka, publicystka społeczno-polityczna.

## Życiorys
Ukończyła I Liceum Ogólnokształcące w Brodnicy (1999). Absolwentka studiów w Katedrze Etnologii i Antropologii Kultury Uniwersytetu Mikołaja Kopernika w Toruniu (2007).
Określa siebie jako feministkę łaczącą "walkę o prawa kobiet z perspektywą klasową". Wiceprezeska Stowarzyszenia „Obywatele Obywatelom”. Dziennikarka kwartalnika „Nowy Obywatel”. Jako fotografka skupia się na polskich miastach. Na przełomie 2024/2025 rozpoczęła pracę jako pracowniczka socjalna w Miejskim Ośrodku Pomocy Społecznej w Cieszynie.
Jej mężem jest Remigiusz Okraska.

## Publikacje książkowe
- Magdalena Okraska: Ziemia jałowa. Opowieść o Zagłębiu. Warszawa: Trzecia Strona, 2018. ISBN 978-83-64526-68-8. Brak numerów stron w książce
- Magdalena Okraska: Nie ma i nie będzie. Wydawnictwo Ha!art, 2022. ISBN 978-83-66571-54-9. Brak numerów stron w książce